# 炎夏之夜
《炎夏之夜》（英語：Hot Summer Nights）是一部2017年美國劇情片，由伊利亞·拜姆（Elijah Bynum）執導和撰寫劇本，這也是他的導演初作。主演包括提摩西·夏勒梅、瑪嘉·夢露、艾力克·羅、瑪雅·米雪兒、威廉·菲德內爾和湯瑪斯·傑恩。該片於2017年3月13日在西南偏南進行首映，並由DirecTV Cinema定檔2018年6月28日在美國上映，後由A24排於2018年7月27日有限上映。

## 劇情
80年代的美國夏季，孤獨且內向的青少年丹尼爾在和藥頭成為朋友後，他產生了巨大的轉變並開始做起賣大麻的生意，這也使丹尼爾在這盛夏時光中沉迷於藥物和叛逆的愛戀之中。

## 演員
- 提摩西·夏勒梅[4]飾演丹尼爾·米德爾頓（Daniel Middleton）
- 瑪嘉·夢露[4]飾演麥凱拉·斯特羅拜瑞（McKayla Strawberry）
- 湯瑪斯·傑恩[5]飾演警長法蘭克·卡爾霍恩（Sergeant Frank Calhoun）
- 艾力克·羅[4]飾演韓特·斯特羅拜瑞（Hunter Strawberry）
- 瑪雅·米雪兒[5]飾演丹尼爾·米德爾頓（Amy Calhoun）
- 艾莫瑞·柯恩[5]飾演迪克斯（Dex）
- 威廉·菲德內爾飾演夏普（Shep）
- 傑克·凱西（英语：Jack Kesy）飾演貝卡（Ponytail）

## 製作
2015年3月26日，宣布新人導演伊利亞·拜姆將以他自己的2013年黑名單劇本來製作其首部電影，名為《炎夏之夜》，其背景設定於1991年的鱈魚角。的布萊德利·湯瑪斯（Bradley Thomas）和丹·弗萊德金（Dan Friedkin）將提供資金並擔任該片的監製。2015年6月24日，瑪嘉·夢露、提摩西·夏勒梅與艾力克·羅加入演出並擔任主演。後來加入的演員則包括瑪雅·米雪兒、艾莫瑞·柯恩和湯瑪斯·傑恩。

## 發行
《炎夏之夜》於2017年3月13日在西南偏南上進行全球首映。2017年9月，A24和DirecTV Cinema獲得該片的發行權。該片由DirecTV Cinema定於2018年6月28日在美國上映，後由A24排於2018年7月27日有限上映。

### 評價
《炎夏之夜》獲得了褒貶不一的評價。在爛番茄網站上根據8篇評論而持有50%的新鮮度，平均得分5／10。

## 外部連結
- 互联网电影数据库（IMDb）上《炎夏之夜》的资料（英文）
- 爛番茄上《炎夏之夜》的資料（英文）